# Chelsea Wolfe

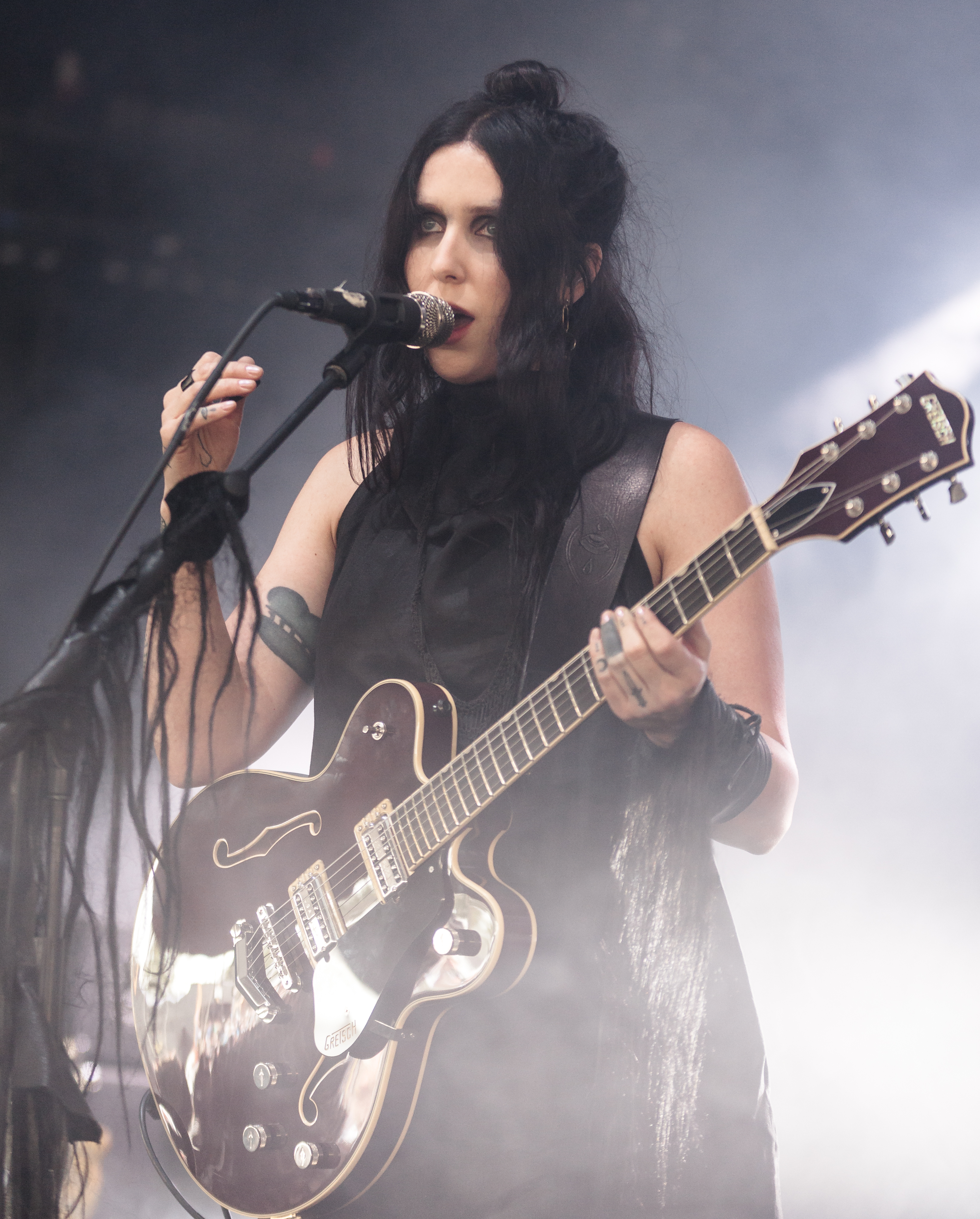
Chelsea Wolfe (2018)

Chelsea Joy Wolfe (geboren am 14. November 1983) ist eine amerikanische Singer-Songwriterin und Musikerin. In ihrem Werk mischt sie Elemente des Gothic Rock, Doom Metal und der Folkmusik.

## Leben
Aufgewachsen in Nordkalifornien mit einem Vater, der Country-Musiker ist, begann Wolfe bereits in ihrer Kindheit, Songs zu schreiben und aufzunehmen. Für ihre Veröffentlichungen The Grime and the Glow (2010) und Apokalypsis (2011), die Gothic- und Folk-Elemente mischten, sowie für ihre folgenden Alben Pain Is Beauty (2013), Abyss (2015) und Hiss Spun (2017), in denen Wolfe Elemente des Neofolk, der Elektronik und des Heavy Metal einfließen ließ, wurde sie international bekannt und erfuhr von Kritikern viel Lob.

### Kindheit und Jugend
Chelsea Wolfe wurde in Roseville, Kalifornien, geboren; sie ist norwegischer und deutscher Abstammung und wuchs in Roseville und Sacramento auf. Ihr Vater war in einer Country-Band und besaß ein Heimstudio. Im Alter von 7 Jahren schrieb sie ihr erstes Gedicht und im Alter von 9 Jahren hatte sie bereits Songs geschrieben und aufgenommen, die sie später als „Casio-basierte Gothy-R&B-Songs“ beschrieb. Sie sei „ziemlich schnell erwachsen geworden“ und habe schon im Alter von 11 Jahren hochprozentigen Alkohol getrunken. Außerdem kämpfte sie bis ins Teenageralter mit Schlaflähmungen, die sie für Schlafstudien ins Krankenhaus brachten; diese Erfahrungen wurden schließlich zum Material für ihre Alben Abyss und Hiss Spun. Während ihrer Kindheit lebte Wolfe teilweise bei ihrer Großmutter, die ihr unter anderem Aromatherapie und Reiki nahe brachte.

### 2006:Mistake in Parting
Im Jahr 2006 komponierte Wolfe ein Album mit dem Titel Mistake in Parting, das nie offiziell veröffentlicht wurde. Das Album sei ein „beschissenes Singer-Songwriter-Trennungsalbum“ gewesen erklärte Wolfe. Damals wollte sie keine Musikerin werden, aber befreundete Musikproduzenten ermutigten sie und halfen ihr, die, nach ihrer Aussage „überproduzierte, schreckliche Platte zu machen“. Unzufrieden mit dem Resultat legte Wolfe eine Pause von der Musik ein. Später ergänzte Wolfe, dass das Album vor allem von ihr verworfen wurde, weil es von Ereignissen aus ihrem persönlichen Leben handelte:

„Ich habe sehr persönliche Sachen über mein eigenes Leben geschrieben, und ich fühlte mich überhaupt nicht wohl… Ich wollte nicht, dass [meine Musik] so sehr von mir selbst handelt, und ich musste einfach eine neue Perspektive finden“

### 2010–2012:The Grime and the GlowundApokalypsis
Wolfes offizielles Debütalbum, The Grime and the Glow, wurde auf dem New Yorker Independent-Label Pendu Sound Recordings 2010 veröffentlicht, dem im selben Jahr die in limitierter Auflage erschienenen Alben Soundtrack VHS/Gold und Soundtrack VHS II vorausgingen. Ihr zweites Album Apokalypsis (2011), stilisiert als Ἀποκάλυψις, brachte ihr eine Underground-Fangemeinde ein und erhielt positive Kritiken von Pitchfork Media und dem College Media Journal. Zur Vermarktung der Veröffentlichungen tourte Wolfe ausgiebig durch Nordamerika und Europa. Während dieser Tournee litt sie unter extremem Lampenfieber; weshalb sie einen schwarzen Schleier über ihrem Gesicht trug. Die Angst vor öffentlichen Auftritten hatte bereits zuvor ihren Karrierebeginn verzögert.

### 2012 bis heute:Sargent House
2012 coverte Wolfe fünf Stücke der britischen Anarcho-Punk-Band Rudimentary Peni und veröffentlichte sie unter dem Titel A Tribute To Rudimentary Peni als kostenlosen Musikdownload, nahm sie später mit ihrer Band in den Southern Studios in London neu auf und veröffentlichte die Coversongs als EP Prayer for the Unborn im Januar 2013 auf Southern Records.
2012 unterschrieb Wolfe bei dem Label Sargent House. Ihr drittes Studioalbum Unknown Rooms: A Collection of Acoustic Songs wurde am 16. Oktober 2012 veröffentlicht, und wies im Gegensatz zu ihrem früheren Werk, das sich stark auf dröhnende E-Gitarren und Verzerrung konzentriert hatte, einen eher folk-orientierten Sound auf. Das Akustik-Album enthielt laut Wolfe verwaiste Stücke. Am 28. Juli 2012 wurde die erste Single The Way We Used To über das National Public Radio vorgestellt, am 20. September die zweite Single Appalachia als Stream auf der Website The Fader. Am 28. September 2012 folgte das Album Live at Roadburn, das am 12. April auf dem niederländischen Roadburn Festival aufgenommen wurde. Ihr viertes Studioalbum Pain Is Beauty wurde am 3. September 2013 veröffentlicht, gefolgt von einer begleitenden Nordamerika-Tournee.
In den Jahren 2013 und 2014 veröffentlichte Wolfe zwei Singles mit King Dude, Sing Songs Together … und Sing More Songs Together …, sowie eine Live-EP, Chelsea Wolfe Folkadelphia Session 5/31/2014. Wolfe trat als Gastsängerin des fünften Studioalbums Memorial der amerikanischen Post-Metal-Band Russian Circles auf, das im Oktober 2013 erschien. Wolfe und Russian Circles tourten daraufhin Ende 2013 gemeinsam durch Europa.
Im Jahr 2014 veröffentlichte sie den Langfilm Lone mit Musik von Pain Is Beauty unter der Regie von Mark Pellington. 2015 erschien ihr viertes Album Abyss. Am 1. April 2016 veröffentlichte Wolfe die Single Hypnos und im Januar 2017 kündigte sie eine UK/Europa-Tournee an, die im April beginnen sollte. Ihr fünftes Studioalbum Hiss Spun wurde am 22. September 2017 von Sargent House veröffentlicht. Außerdem wirkte sie an dem 2017er Myrkur-Album Mareridt und dem 2018er Deafheaven-Album Ordinary Corrupt Human Love mit.
Im März 2019 kündigte Wolfe an, dass ihr nächstes Album größtenteils akustisch sei, in den Wäldern Nordkaliforniens aufgenommen würde und von aktuellen Ereignissen inspiriert sei. Der langjährige Mitarbeiter Ben Chisholm produzierte das Album gemeinsam mit Wolfe. Dies sechste Studioalbum Birth of Violence wurde am 13. September 2019 veröffentlicht.
Am 21. September 2021 veröffentlichte Wolfe die bisher unveröffentlichten Stücke Green Altar und einer Coverversion von Joni Mitchells Woodstock als B-Seite des Albums. Parallel dazu erschien ein Dokumentarfilm über Wolfes Tournee 2019.

## Kooperationen und Nebenprojekte
Im April 2016 waren Wolfe und ihr Bandkollege Ben Chisholm zusammen mit Stephen Brodsky von Cave In und Steve Von Till von Neurosis Gastmusiker der gemeinsamen Blood-Moon-Live-Performance von Converge. Das auf vier Auftritte in Europa beschränkte Kollektiv spielte Interpretationen verschiedener Stücke aus der Diskografie von Converge, insbesondere eine Auswahl an Titeln aus „weniger bekannten und langsameren Werken“. Die Clubtour fand vom 11. bis 16. April in Berlin, Reims und London sowie im Rahmen des Roadburn Festivals in Tilburg statt. Am 14. Mai 2020 kündigten Wolfe und Schlagzeugerin Jess Gowrie ein gemeinsames Projekt unter dem Namen Mrs. Piss und ihr Debütalbum Self-Surgery an, das am 29. Mai 2020 über Sargent House veröffentlicht wurde. Im Januar 2021 nahm Wolfe zusammen mit Emma Ruth Rundle die Single Anhedonia auf; im März 2021 coverte Wolfe mit Xiu Xiu für deren Duettalbum Oh No das Stück One Hundred Years von The Cure. Am 26. Mai 2021 wurde Diana, eine Zusammenarbeit zwischen Wolfe, ihren Bandkollegen Chisholm und Gowrie sowie Tyler Bates, als Teil eines Soundtracks zur DC-Comic-Reihe Dark Nights: Death Metal veröffentlicht. Im März 2022 kündigte die Filmproduktionsfirma A24 Wolfes Soundtrack-Album für den Slasher-Film X an. Ihre Coverversion von Oui, Oui, Marie von Arthur Fields wurde als Single vor dem Album veröffentlicht. Für den Soundtrack arbeitete Wolfe erneut mit Tyler Bates zusammen und steuerte vor allem den Gesang für die von Synthesizern und 1970er-Jahre-Musik inspirierte Filmmusik bei.

## Musik

### Ausrüstung

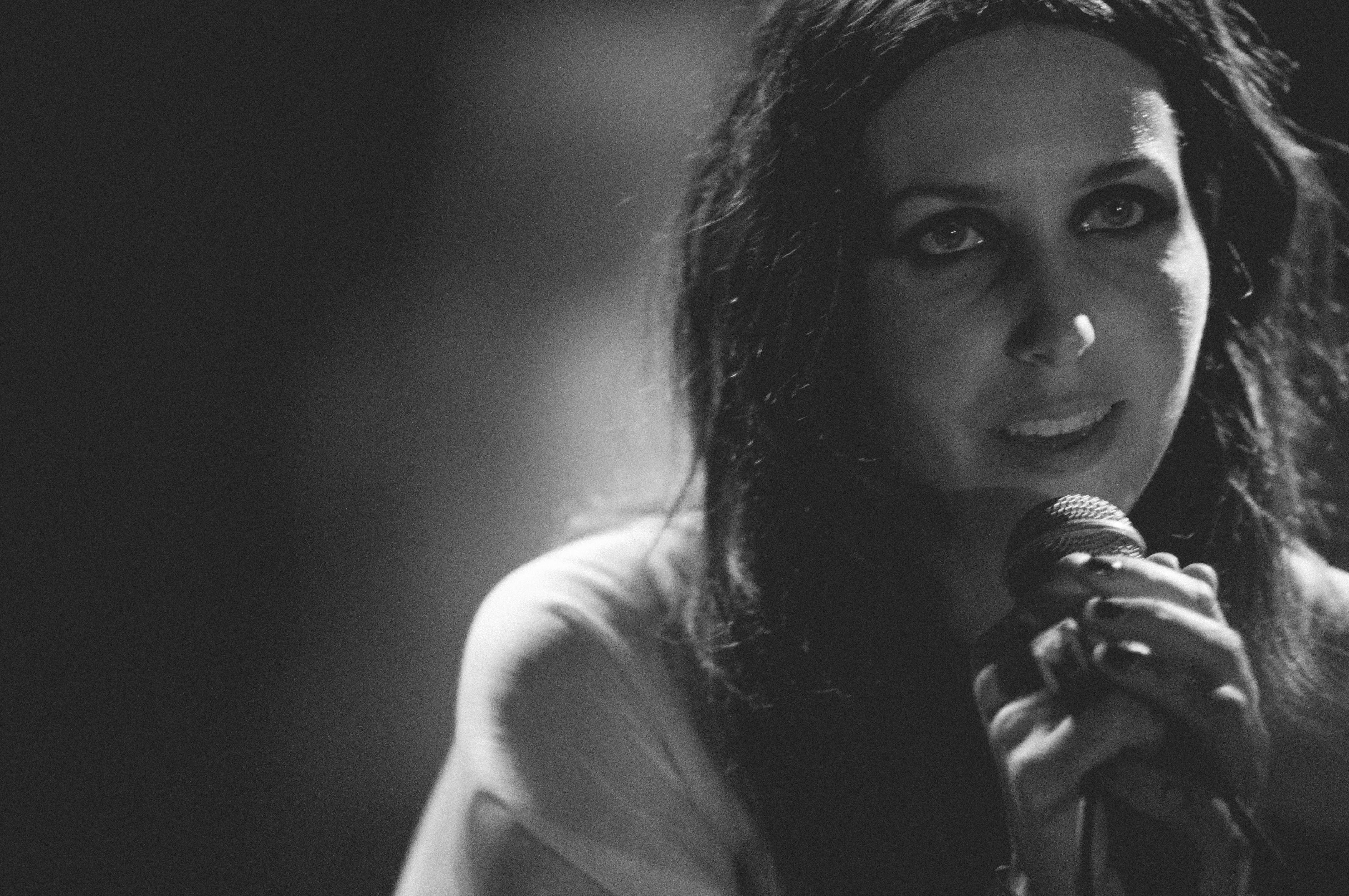
Chelsea Wolfe (2013)

Ihre ersten beiden Alben komponierte sie auf der Konzertgitarre ihrer Mutter, der ein Stimmwirbel fehlte; daher mussten die Saiten tiefer gestimmt werden, was ein Stilelement war, das sich auf die Studioaufnahmen übertrug. Wolfe spielt häufig sowohl eine 1979er als auch eine 2014er Gibson ES-335, die sie insbesondere bei den Aufnahmen zu ihrem Album Hiss Spun verwendet hat. In einem Interview 2017 sagte sie zwar, dass ihre 2014er Gibson ES-335 ihre „beste Gitarre“ sei. Dennoch trat sie mit mehreren Fender-Gitarren auf, darunter eine Jazzmaster mit Stratocaster-Hals und eine Mustang mit Dean-Hals. Als Verstärker nutzte sie einen Gibson Titan aus den 1960er Jahren, einen Laney Klipp aus den 1970er Jahren und einen Fender Bassbreaker 45.

### Musikalischer Stil und Einflüsse
Wolfe hat eine Reihe von Künstlern und Genres als Einflüsse genannt, darunter Black Metal und skandinavische Volksmusik. Kritiker verwiesen auf Elemente aus Doom Metal, Drone Doom, Gothic Rock, Folk und Dark Ambient in ihrer Musik. Selbst führte sie an, dass es ihr schwerfalle, sich, „auf ein bestimmtes Genre festzulegen“. Sie sei „lieber frei, um zu experimentieren und die Art von Kunst zu machen“, die ihr zusage, „als einfach definiert zu werden.“ Neben Gothic und Experimentalmusik haben Kritiker ihren Stil als „Doom Folk“ bezeichnet.
Wolfe führte an, dass sie sich wünsche mit einer „wirklich rauhen Stimme“ wie jener von Kurt Cobain zu singen. Die Diskrepanz zwischen ihrer Sopran-Stimmfarbe und der Idee kompensiere sie mit verzerrten Gitarren. Mojo verglich ihre Musik mit jener von Siouxsie & The Banshees, mit „behandelten Streichern, hallenden Drums und viel Hall, der ihre gedoppelte, zerknitterte Samtstimme“ umgebe. Hinzukommend brachte Wolfe eine Affinität zu Rhythm and Blues zum Ausdruck.

„Ich bin damit aufgewachsen, meinem Vater zuzuhören, wie er Gitarre spielte und Harmonien sang… Als Kind wollte ich meine eigenen Songs aufnehmen, also hat er mir ein 8-Spur-Gerät besorgt. Der Vibe dieser ersten Songs war wie Aaliyah meets Fleetwood Mac – das, was ich hörte, vermischt mit dem, was meine Eltern hörten. Age ain’t Nothing But a Number war damals mein Lieblingssong.“

Weitere musikalische Einflüsse sind Vladimir Vysotsky, Selda Bagcan, Nick Cave, Hank Williams, Townes Van Zandt, Suicide, SPK, Musik der 1920er und 1930er Jahre, Joy Division sowie Black Sabbath, Sunn O))), Deftones und Neurosis. Anfänglich hörte sie vermehrt auch Burzum, sagte aber später, dass sie Burzums politische Ansichten für zu extrem halte.
Weiter benannte sie die Schriften von D.H. Lawrence und Ayn Rand. Ihre Vorliebe für Rand widerrief sie im September 2015 über Twitter, da sie nichts darüber gewusst habe, wofür Rand stand oder was ihre Bücher bedeuteten. Andere Schriftsteller, die sie als Inspiration nannte, sind Marcel Proust, Louis-Ferdinand Céline und Sylvia Plath. Visuellen Elemente des Filmemachers Ingmar Bergman und der Fotografin Nan Goldin führte sie ebenso als Einflüsse an. Seit 2011 arbeitet Wolfe mit der New Yorker Kostümbildnerin und Garderobiere Jenni Hensler zusammen, die ihr geholfen habe, ihr Image zu kultivieren und zu entwickeln. Henslers Kostüme und Stylingarbeiten sind sowohl bei Wolfes Live-Auftritten als auch in Musikvideos zu sehen.

## Diskographie

### Studioalben
- 2010: The Grime and the Glow (Pendu Sound Recordings)
- 2011: Apokalypsis (Pendu Sound Recordings)
- 2013: Pain Is Beauty (Sargent House)
- 2015: Abyss (Sargent House)
- 2017: Hiss Spun (Sargent House)
- 2019: Birth of Violence (Sargent House)
- 2024: She Reaches Out to She Reaches Out to She (Loma Vista)

### Kompilationen
- 2010: Soundtrack VHS/Gold (Pendu Sound Recordings)
- 2012: Unknown Rooms: A Collection of Acoustic Songs (Sargent House)

### Live-Alben
- 2012: Live at Roadburn (2012, Roadburn Records)

### Singles und EPs (Auswahl)
- 2010: Advice & Vices (Pendu Sound Recordings)
- 2013: Prayer for the Unborn EP (Southern Records)
- 2013: Sing Songs Together... (zusammen mit King Dude, Sargent House)
- 2014: Chelsea Wolfe Folkadelphia Session May 31, 2014 EP (Folkadelphia)
- 2015: Iron Moon (Sargent House)
- 2016: Hypnos (Sargent House)
- 2017: Vex (Sargent House)
- 2019: The Mother Road (Sargent House)
- 2021: Woodstock / Green Altar (Sargent House)
- 2024: Undone

### Kollaborationen
- 2021: Bloodmoon: I (mit Converge; Epitaph Records, Deathwish Inc.)
- 2021: Anhedonia (mit Emma Ruth Rundle; digitale Single)
- 2021: One Hundred Years (mit Xiu Xiu; Album Oh No, Stoned to Deck Records)
- 2025: Nimue (mit Faun; digitale Single)

### Mrs. Piss
- 2020: Self-Surgery (Sargent House)

## Bandmitglieder
Aktuell

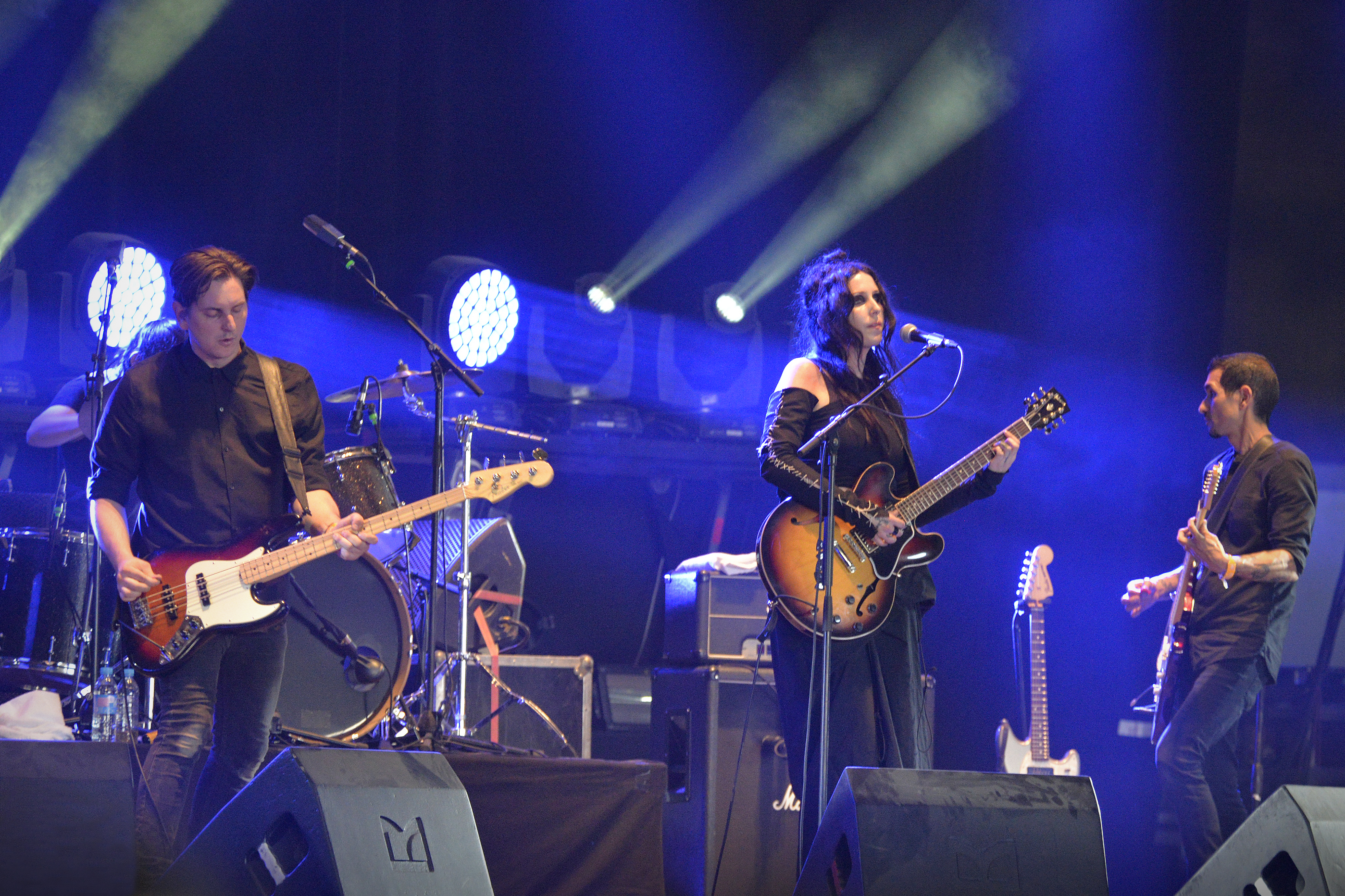
Wolfe mit ihrer Begleitband auf dem Hellfest 2017

- Chelsea Wolfe – Gesang, Gitarren (2009-heute)
- Ben Chisholm – Synthesizer, Klavier, Elektronik (2009-heute) Bass (2012-heute)
- Jess Gowrie – Schlagzeug (2017-heute)
- Bryan Tulao – Leadgitarren (2017–heute)

Ehemalige Mitglieder
- Kevin Dockter – Leadgitarren (2009–2015)
- Addison Quarles – Bass (2009–2012)
- Drew Walker – Schlagzeug (2009–2012)
- Dylan Fujioka – Schlagzeug (2012–2017)
- Mike Sullivan – Leadgitarren (2015–2016)
- Aurielle Zeitler – Leadgitarren (2016–2017)

Touring & Session
- Fred Sablan – Bass
- Troy Van Leeuwen – Gitarren
- Andrea Calderon – Geige
- Ezra Buchla – Bratsche

Zeitleiste